# Scottish Women’s Premier League Cup 2016
Der Scottish Women’s Premier League Cup wurde 2016 zum 15. Mal ausgespielt. Der schottische Fußball-Ligapokal der Frauen, der unter den Teilnehmern der Scottish Women’s Premier League ausgetragen wurde, begann am 28. Februar 2016 und endete mit dem Finale am 15. Juni 2016 im Ainslie Park in Edinburgh. Der Ligapokal wurde im K.-o.-System mit 16 Mannschaften ausgetragen.
Als Titelverteidiger startete der Rekordsieger Glasgow City FC in den Wettbewerb, der im Vorjahresfinale gegen Hibernian Edinburgh gewann. Im diesjährigen Endspiel um den Schottischen Liga-Pokal der Frauen standen sich zum dritten Mal infolge beide Vereine gegenüber. Hibernian erreichte das Finale zum achten Mal in der Vereinsgeschichte. Für Glasgow City war es die zehnte Teilnahme am Endspiel.
Hibernian konnte durch einen 2:1-Finalsieg zum vierten Mal den Pokal gewinnen.

## Termine
| Runde         | Datum                      | Spiele | Vereine | Neueinstiege |
| ------------- | -------------------------- | ------ | ------- | ------------ |
| 1. Runde      | 28. Februar / 6. März 2016 | 8      | 16 → 8  | keine        |
| Viertelfinale | 27. März 2016              | 4      | 8 → 4   | keine        |
| Halbfinale    | 8. Mai 2016                | 2      | 4 → 2   | keine        |
| Finale        | 15. Juni 2016              | 1      | 2 → 1   | keine        |

## 1. Runde
Die 1. Runde wurde am 28. Februar und 6. März 2016 ausgetragen.
| Datum                       |                     | Ergebnis |                              |
| --------------------------- | ------------------- | -------- | ---------------------------- |
| 28. Februar 2016, 12:45 BST | Glasgow Women       | 3:1      | Hutchison Vale               |
| 28. Februar 2016, 14:00 BST | FC Spartans         | 5:1      | University of Stirling       |
| 28. Februar 2016, 14:00 BST | FC Aberdeen         | 5:0      | FC St. Johnstone             |
| 28. Februar 2016, 15:00 BST | Celtic Glasgow      | 0:1      | Hibernian Edinburgh          |
| 28. Februar 2016, 15:00 BST | Glasgow City FC     | 14:0     | Inverness Caledonian Thistle |
| 28. Februar 2016, 17:00 BST | Glasgow Rangers     | 5:1      | Hamilton Academical          |
| 6. März 2016, 15:00 BST     | Heart of Midlothian | 0:3      | Forfar Farmington            |
| 6. März 2016, 15:00 BST     | Buchan LFC          | 7:1      | FC Queen’s Park              |

## Viertelfinale
Das Viertelfinale wurde am 27. März 2016 ausgetragen.
| Datum                    |                   | Ergebnis |                     |
| ------------------------ | ----------------- | -------- | ------------------- |
| 27. März 2016, 14:00 BST | FC Aberdeen       | 5:1      | FC Spartans         |
| 27. März 2016, 14:00 BST | Forfar Farmington | 0:6      | Hibernian Edinburgh |
| 27. März 2016, 15:30 BST | Glasgow City FC   | 10:0     | Glasgow Women       |
| 27. März 2016, 16:00 BST | Glasgow Rangers   | 5:0      | Buchan LFC          |

## Halbfinale
Das Halbfinale wurde am 8. Mai 2016 ausgetragen.
| Datum                  |                 | Ergebnis |                     |
| ---------------------- | --------------- | -------- | ------------------- |
| 8. Mai 2016, 13:00 BST | Glasgow Rangers | 1:4      | Hibernian Edinburgh |
| 8. Mai 2016, 16:00 BST | FC Aberdeen     | 0:1      | Glasgow City FC     |

## Finale
| Hibernian Edinburgh                                               | Hibernian Edinburgh                                                                                                  | Glasgow City FC | Glasgow City FC |
| ----------------------------------------------------------------- | --- | --- | --------------- |
| Hibernian Edinburgh                                               | \| 15. Juni 2016 um 20:30 Uhr (Ortszeit) in Edinburgh (Ainslie Park) \| \| Ergebnis: 2:1 (1:1) \| \| Spielbericht \| | \| 15. Juni 2016 um 20:30 Uhr (Ortszeit) in Edinburgh (Ainslie Park) \| \| Ergebnis: 2:1 (1:1) \| \| Spielbericht \| | Glasgow City FC |
| Hibernian Edinburgh                                               | Cheftrainer: Chris Roberts                                                                                           | Cheftrainer: Scott Booth                                                                                             | Glasgow City FC |
| Hibernian Edinburgh                                               | 1:1 Lucy Graham (36.) 2:1 Lizzie Arnot (90.+2)                                                                       | 0:1 Julie Fleeting (30.)                                                                                             | Glasgow City FC |
| 15. Juni 2016 um 20:30 Uhr (Ortszeit) in Edinburgh (Ainslie Park) | | |                 |
| Ergebnis: 2:1 (1:1)                                               | | |                 |
| Spielbericht                                                      | | |                 |